# Religie rodzime Australii
Religie rodzime Australii – na kształt wierzeń rodzimych mieszkańców Australii decydujący wpływ miała izolacja kontynentu, charakterystyczne środowisko naturalne oraz nieukształtowana struktura społeczna. Praktykowane są obrzędy związane z magią, a znaczącą rolę odgrywa zjawisko totemizmu.

## Kształtowanie świata

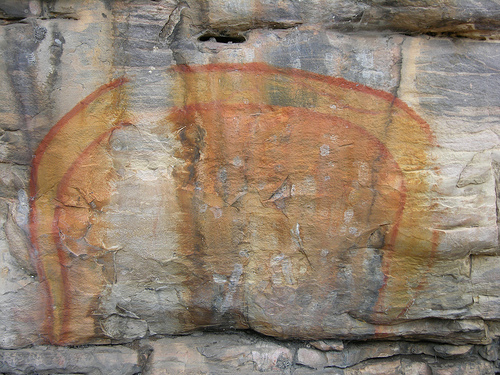
Aborygeńskie malowidło naskalne przedstawiające Tęczowego Węża

Wśród większości religii Aborygenów panuje pogląd, że wszechświat nie miał początku, istnieje wiecznie. Początkowo jednak nie posiadał jednolitej formy, był pusty.
„W wyobraźni rodzimych mieszkańców antypodów Ziemia ma kształt dysku, nad którym rozciąga się nieboskłon wraz z gwiazdozbiorami reprezentującymi postacie z mitologii. Uważane są one za przodków totemicznych i otaczane czcią. To również bohaterowie czasu snu lub epoki marzeń sennych, którzy przemierzając kontynent kształtowali świat i składali do ziemi dusze nie poczętych jeszcze niemowląt.”
Opisy wizerunków tych przodków są niejednoznaczne, jednak najczęściej przyjmują kształty zoomorficzne, jak dla przykładu „zajęczy kangur” Pitjantjatjara.

## Uluru

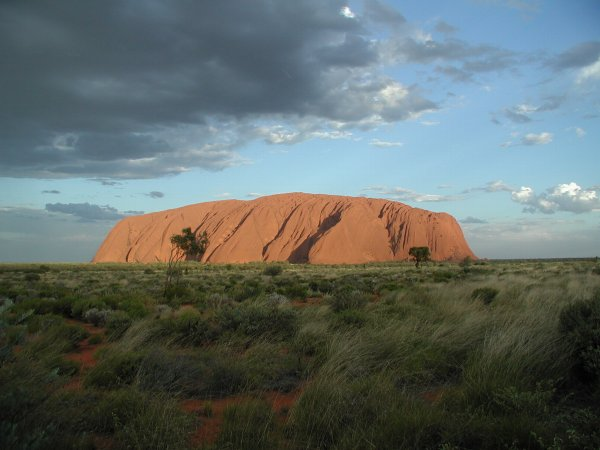
Skała Uluru o zachodzie słońca

Monolit Uluru jest dla Aborygenów  miejscem świętym, swoistym sanktuarium, punktem orientacyjnym na szlaku sennej drogi, którą wytyczyli praprzodkowie. Każde jego zagłębienie, każda szczelina posiadają mitologiczne znaczenia, np. liczne jaskinie u podnóża Uluru uważane są za ślady pozostawione przez plemię „zajęczego kangura”.

## Totemizm
Wśród Aborygenów istnieją trzy rodzaje totemizmu:
- t. klanowy
- t. płci
- t. indywidualny

Totemami (kobongi) mogą być zwierzęta, rośliny, lub inne obiekty naturalne. Ważną rolę pośród ceremonii totemicznych odgrywa obrzęd mający na celu powiększenie liczebności zwierząt totemicznych jakiegoś klanu danego plemienia. Podczas obrzędu przodek (wonżina) nakłaniany jest do wstąpienia w mającą się narodzić duszę. Praktykowane jest rytualne spożywanie zwierzęcia totemicznego (kobonga) przez gospodarzy uroczystości, mające zapewnić obfitość pożywienia klanom, dla których kobong nie jest objęty zakazem zabijania.

## Czuringa
Przodkowie, w czasie wędrówki po świecie czasu snu pozostawiali po sobie czuringi, czyli święte przedmioty wykorzystywane do praktyk magicznych. Zazwyczaj są to kamienie o kształcie owalnym lub kawałki drewna wygładzone i pokryte rysunkami. Rysunki te często przedstawiają wydarzenie mitologiczne związane z przodkami.
Etnografowie twierdzą, że z tymi przedmiotami wiąże się wiara w reinkarnację: po śmierci człowieka, jego dusza  powraca do czuringi, by odrodzić się w odpowiednim momencie. Czuringi przechowywane są w świętych miejscach oknanikilla, do których mają dostęp wyłącznie osoby powołane.

## Inicjacja chłopców
Ważnym wydarzeniem w życiu społeczności aborygeńskiej jest ceremonia wchodzenia w świat dorosłych młodego członka klanu.
Zaznajamia się go z mitami, symbolami i obrzędami. Poznaje m.in. zasadę działania chużgana. Najczęściej uprowadzany jest wraz z opiekunem z obozowiska. W czasie wędrówki po sąsiednich klanach młody adept przestrzega surowych zasad dotyczących sposobu jedzenia, mówienia czy poruszania się.
Młodzi chłopcy poddawani są też próbom wytrzymałości. Może to być wybicie górnego siekacza, obrzezanie, subincyzja, wyrywanie włosów. Powszechne jest picie krwi pochodzącej z nacięć na ramionach starszych mężczyzn. Dawniej była to krew specjalnie na tę okazję zabitego człowieka, spożywana wraz z kawałkiem jego ciała.
Osoby uczestniczące w ceremonii, pomalowane na biało – symbol śmierci i odrodzenia – wykonują w takt szybkich rytmów rytualne pieśni i tańce korobori.
Obrzędy inicjacyjne symbolizują śmierć dziecka i narodzenie dorosłego członka męskiej społeczności.
Głębsze poznanie przebiegu tych ceremonii utrudnia zakaz ujawniania ich osobom niebędącym członkami klanu. Osobnik oskarżony o złamanie tego zakazu poddawany jest próbie włóczni: staje pośrodku kręgu stworzonego przez członków swego klanu, którzy na przemian ciskają włóczniami w jego uda. Dawniej groziła za to śmierć.

## Życie pozagrobowe
Aborygeni z racji wiary w reinkarnację nie uznają życia pozagrobowego. Wśród ich wyobrażeń nie ma miejsca na piekło i niebo. Wiarę w Stwórcę, określanego mianem Baimee, Bundżil lub Daramulun, praktykuje tylko garstka plemion, żyjących na południowym wschodzie kontynentu. Tłumaczone to jest życiem rodzimych mieszkańców Australii w społecznościach rodowych, bez wodzów. Nieznana im jest też koncepcja wynagradzania dobra lub karania za zło w następnym życiu.